# Upper Battlefield (Shropshire)
 (février 2025).
Si vous disposez d'ouvrages ou d'articles de référence ou si vous connaissez des sites web de qualité traitant du thème abordé ici, merci de compléter l'article en donnant les références utiles à sa vérifiabilité et en les liant à la section « Notes et références ».
 (août 2024).
Pour les articles homonymes, voir Battlefield.
Upper Battlefield est un village du Shropshire, en Angleterre.